# Franz Schütz (Politiker, 1908)
Franz Schütz (* 26. Mai 1908 in Linz; † 17. November 1984 ebenda) war ein oberösterreichischer Politiker (ÖVP) und Fleischermeister. Schütz war von 1945 bis 1971 Abgeordneter zum Oberösterreichischen Landtag, zeitweise ÖVP-Klubobmann-Stellvertreter Landesrat und von 1945 bis 1949 Wirtschaftslandesrat in der Oberösterreichischen Landesregierung.

## Ausbildung und Beruf
Schütz besuchte das Gymnasium in Linz und studierte nach der Matura Rechtswissenschaften an der Universität Wien, wo er zum Doktor der Rechtswissenschaften promovierte. Beruflich war er als Fleischermeister in Linz tätig, wobei er im elterlichen Betrieb mitarbeitete und 1929 die Gesellenprüfung bzw. 1937 die Meisterprüfung ablegte, 1936 übernahm er nach dem Tod seines Vaters den elterlichen Betrieb. Ab 1945 war er Mitglied des Präsidiums und ab 1940 Vizepräsident der Kammer der gewerblichen Wirtschaft Oberösterreichs, zwischen 1957 und 1980 übte er die Funktion des Präsidenten der Kammer der gewerblichen Wirtschaft Oberösterreichs aus. Zudem hatte Schütz zahlreiche Funktionen in Aufsichtsräten inne. Er war Aufsichtsratsvorsitzender der Schwefelbad Schallerbach GmbH, Vorstandsmitglied der Volkskreditbank reg. Gen.mbH Oberösterreich, Vorsitzender-Stellvertreter der Kühlhaus-AG Oberösterreich und Vorsitzender-Stellvertreter der Österreichischen Zollfreizonen-Betriebs-AG. Des Weiteren war er Kuratoriumsmitglied der Landes-Hypothekenanstalt Oberösterreich, Aufsichtsratsvorsitzender-Stellvertreter der Donau-Dampfschiffahrts-Gesellschaft Wien, Aufsichtsratsmitglied der Schiffswerft Korneuburg AG und Aufsichtsratsvorsitzender der Schiffswerft Linz AG. Darüber hinaus war er Mitherausgeber des Linzer Volksblattes.

## Politik und Funktionen
Schütz wurde nach dem Zweiten Weltkrieg Obmann des Wirtschaftsbundes Oberösterreich, wobei er diese Funktion zwischen dem 12. September 1945 und dem 6. Oktober 1970 ausübte. Er war zudem ab 26. Oktober 1945 Wirtschaftslandesrat in der von der amerikanischen Besatzungsmacht ernannten, provisorischen Landesregierung (Landesregierung Gleißner III) sowie Wirtschaftslandesrat in der nachfolgenden, nach der Landtagswahl 1945 gebildeten Landesregierung Gleißner IV. Zudem wurde Schütz nach der Landtagswahl am 13. Dezember 1945 auch als Landtagsabgeordneter angelobt. Schütz schied nach der Wahlniederlage der ÖVP und dem Verlust von zwei Regierungssitzen bei der Landtagswahl 1949 per 4. November 1949 aus der Landesregierung aus, blieb jedoch bis zum 18. April 1971 Landtagsabgeordneter. Zudem war er vom 19. November 1955 bis zum 16. November 1961 Klubobmann-Stellvertreter des ÖVP-Landtagsklubs.

## Auszeichnungen
- Berufstitel Kommerzialrat (1952)
- Großes Goldenes Ehrenzeichen für Verdienste um die Republik Österreich (1962)
- Große Julius-Raab-Medaille (1965)